# Katzendiebe
Katzendiebe ist eine Schweizer Filmkomödie aus dem Jahr 1996 von Regisseur Markus Imboden. Das Drehbuch hat Markus Imboden zusammen mit Beat Schlatter und Patrick Frey geschrieben.

## Handlung
Fredi Rüegg bringt entlaufene Katzen, die er zum Teil selber gestohlen hat, wieder zu ihren Besitzern zurück. Sein Zuhause ist eine Garage und er hat sich damit abgefunden, dass sein Leben gemächlich weitergeht.
Fredis Kollege Alain hat andere Sorgen, da er pleite und geschieden ist. Seiner Tochter Tanja spielt er vor, ein erfolgreicher Geschäftsmann zu sein. Er versucht die Gunst der Tochter zu gewinnen, indem er ihrer Band helfen möchte, zum Probelokal zu fahren.
Kurze Zeit später ereignet sich ein Auffahrunfall. Die Fahrer des Mercedes sind Russen und möchten Geld für das beschädigte Auto. Kurzerhand beschlagnahmen die Russen den Lieferwagen zusammen mit den Instrumenten. Mit 1'500 Franken erhalten sie den Lieferwagen und den gesamten Inhalt wieder. Schon haben Fredi und Alain eine Idee, wie sie das Geld auftreiben können.
Laut Plan soll die Heilerkatze «Diana» entführt werden, da deren Besitzerin auf jeden Fall den fehlenden Betrag zahlen möchte. Dann wird die Entführung geplant.